# Аюб Буадді
Аю́б Буадді́ (фр. Ayyoub Bouaddi; нар. 2 жовтня 2007, Санліс) — французький футболіст, півзахисник клубу «Лілль».

## Клубна кар'єра
Виступав за молодіжну команду «Крей», а 2021 року приєднався до академії «Лілля». 21 серпня 2021 року підписав з «Ліллем» свій перший професіональний контракт, що розрахований до літа 2026 року. 5 жовтня 2023 року дебютував за основну команду клубу, вийшовши в стартовому складі на матч Ліги конференцій УЄФА проти фарерського «Клаксвіка». У віці 16 років і 3 днів став наймолодшим футболістом в історії єврокубків. Окрім цього став також наймолодшим гравцем в історії «Лілля», побивши рекорд, що належав Жоелю Анрі з 1978 року. 22 жовтня 2023 року в поєдинку проти «Бреста» дебютував у Лізі 1, вийшовши на заміну Набілю Бенталебу. Таким чином у віці 16 років і 20 днів став наймолодшим футболістом Ліги 1 в 21 столітті (перевершивши досягнення Альберта Рафетраніани 2012 року), а також став третім наймолодшим гравцем у вищому французькому дивізіоні після Лорана Паганеллі та Жоеля Фреше.
11 червня 2024 року продовжив контракт з «Ліллем» до 2027 року. 17 вересня того ж року в матчі проти португальського «Спортінга» дебютував у Лізі чемпіонів УЄФА. 7 жовтня 2024 року в поєдинку проти «Тулузи» відзначився своєю першою гольовою передачею в Лізі 1. У віці 17 років і 3 днів став другим наймолодшим гравцем, що зробив результативну передачу в поєдинку Ліги 1 після Едуарду Камавінги (проти «Парі Сен-Жермен» 2019 року). 15 жовтня 2024 року англійська газета The Guardian назвала його одним з 60-ти найкращих футболістів світу 2007 року народження.

## Кар'єра в збірній
Виступав за збірні Франції до 16, до 17, до 18 і до 20 років. 
В листопаді 2024 року отримав виклик в збірну до 21 року, за яку дебютував 15 листопада в товариському матчі проти збірної Італії.

## Особисте життя
Народився у Франції в родині вихідців з Марокко.

## Статистика виступів
Станом на 17 серпня 2025
| Клуб              | Сезон             | Чемпіонат         | Чемпіонат | Чемпіонат | Кубок | Кубок | Єврокубки | Єврокубки | Всього | Всього |
| Клуб              | Сезон             | Дивізіон          | Матчі     | Голи      | Матчі | Голи  | Матчі     | Голи      | Матчі  | Голи   |
| ----------------- | ----------------- | ----------------- | --------- | --------- | ----- | ----- | --------- | --------- | ------ | ------ |
| Лілль Б           | 2023–24           | Насьйональ 3      | 3         | 0         | —     | —     | —         | —         | 3      | 0      |
| Лілль             | 2023–24           | Ліга 1            | 9         | 0         | 3     | 0     | 6         | 0         | 18     | 0      |
| Лілль             | 2024–25           | Ліга 1            | 24        | 0         | 3     | 0     | 9         | 0         | 36     | 0      |
| Лілль             | 2025–26           | Ліга 1            | 1         | 0         | 0     | 0     | 0         | 0         | 1      | 0      |
| Лілль             | Всього            | Всього            | 34        | 0         | 6     | 0     | 15        | 0         | 55     | 0      |
| Всього за кар'єру | Всього за кар'єру | Всього за кар'єру | 37        | 0         | 6     | 0     | 15        | 0         | 58     | 0      |

1. ↑  Матчі в Лізі конференцій УЄФА
2. ↑  Матчі в Лізі чемпіонів УЄФА